# Heinrich III. (Schlesien)
Heinrich III., genannt der Weiße (polnisch Henryk III. Biały; * 1227/1230; † 3. Dezember 1266) entstammte der Dynastie der Schlesischen Piasten. Von 1248 bis zu seinem Tod war er Herzog von Schlesien-Breslau.

## Leben

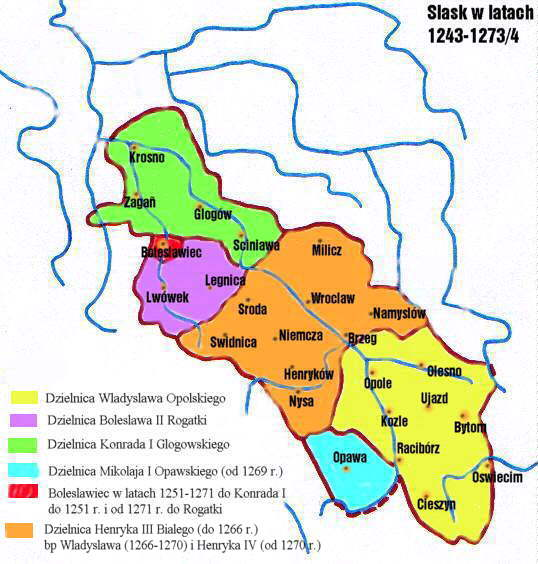
Das Herzogtum Breslau (orange) unter Heinrich III., zwischen den schlesischen Herzogtümern Glogau (grün), Liegnitz (lila) und den Oberschlesischen Herzogtümern (gelb)

Heinrich III. wurde zwischen 1227 und 1230 als zweitältester Sohn Heinrich II. von Schlesien und seiner Gemahlin Anna von Böhmen, der Tochter des böhmischen Königs Ottokar I. Přemysl geboren. Sein Vater, der über Schlesien, Krakau und Großpolen geherrscht hatte, fiel in der Schlacht bei Wahlstatt 1241 im Kampf gegen die Mongolen, in der Nähe des heutigen Klosters Wahlstatt. Heinrich III. war zu dieser Zeit höchstens 14 Jahre alt und somit noch unmündig. Dagegen trat sein älterer Bruder Boleslaus die Nachfolge des Vaters an und herrschte über Niederschlesien. 1242 starb überraschend sein Bruder Mieszko, der ein Jahr lang über Lebus geherrscht hatte. Seitdem war Heinrich III. Mitregent seines Bruders Boleslaus.
Erst 1247 wurde er als volljährig angesehen, sein Bruder sprach ihm jedoch seinen Machtanspruch ab. Erst mit Hilfe des Adels gelang es Heinrich Boleslaus zum Einlenken zu bringen und zwang ihm seine Mitregentschaft auf. Diese Verbindung wurde von Streitereien begleitet, deshalb setzte er ein Jahr später eine Teilung Niederschlesiens durch und es wurde festgesetzt, dass beide mit Mitregenten regieren mussten. Heinrich erhielt das wertvollere Gebiet um Mittelschlesien und regierte mit seinem Bruder Wladislaw. Sein neues Territorium reichte bis zu den Städten Militsch und Namslau im Norden sowie Neisse und Schweidnitz im Süden. Boleslaus erhielt nun den Westteil Niederschlesiens, das Herzogtum Liegnitz, hatte aber mit seinem Mitregenten, seinem Bruder Konrad II. Streitigkeiten. Damit setzte sich die Zersplitterung Schlesiens in kleine Herrschaften fort. Der schlesische Adel unterstützte natürlich diese Politik, da er auf eine Schwächung des Herzogtums und auf eine gewisse Autonomie bedacht waren.
Für Boleslaus war dieser gewaltige Machtverlust unverantwortbar und ein Krieg war absehbar. Er war aber in Geldnot, deshalb verkaufte er die Hälfte der Region Lebus an Wilbrand von Käfernburg, den Erzbischof von Magdeburg. Heinrich galt im Gegensatz zu seinem Bruder als friedlich und sparsam, deshalb blieb es vorerst nur beim Aufrüsten. Schließlich mischte sich aber 1250 Konrad ein, indem er einen eigenen Landesteil forderte und sogar seine Forderung auf Breslau geltend machte. Es gelang ihm sogar Heinrich für drei Jahre abzusetzen. Daraufhin brach aber das ganze Herzogtum Liegnitz auseinander und durch dieses Machtvakuum schaffte es Heinrich ohne Waffengewalt seine Herrschaft wieder anzutreten.

### Bündnis mit Böhmen
In der Folgezeit wurde Heinrich zum bedeutendsten Herzog Schlesiens. Nachdem er seine Macht im Inneren gefestigt hatte, konnte er sich nun um sein Verhältnis mit dem Ausland kümmern. Mit den Böhmen pflegte er gute Kontakte, was schließlich zu einer Unterstützung Böhmens und einem Bündnis führte. Dieses Bündnis brachte jedoch neue Feinde mit sich. Im Jahre 1253 wurde Přemysl Ottokar II. neuer König von Böhmen, der sich darüber hinaus wegen seines großen Reichtums gute Chancen auf den römisch-deutschen Kaisertitel ausrechnete. Nun kam es zum Krieg mit dem ungarischen Árpádenkönig Béla IV. Schlesien wurde als Bündnispartner Böhmens bis 1254 mehrfach von den mit Ungarn verbündeten polnischen Heeren heimgesucht. Heinrich blieb trotzdem dem König von Böhmen treu und nahm mit ihm 1260 an der Schlacht bei Kressenbrunn teil. Auch hier zeigte sich, dass er von den Nachbarn stets seinem Bruder vorgezogen wurde und ihn unterstützten auch die Markgrafen von Meißen. Wie seine Vorgänger bemühte er sich als Herzog um die Senioratsherrschaft in Polen, sein Herrschaftsgebiet war jedoch nur noch ein Rumpfstaat und allein schon wegen seiner Größe und der ungeklärten Grenzlage fehlte ihm die nötige Hausmacht um eine ernsthaftes Angehen dieses Plans zu ermöglichen.

### Innenpolitik
Zu seinen Verdiensten muss aber gerechnet werden, dass er wie seine Vorgänger im Zuge der Ostkolonisation weiterhin deutsche Siedler in sein Land holte und so Fortschritte auf politischer, kultureller und vor allem wirtschaftlicher Ebene verzeichnen konnte. Während seiner Regierungszeit kam es zu zahlreichen Stadterhebungen, vor allem erreichte Breslau endgültig die Metropolstellung, die sich später noch fortführen sollte. Hier ist besonders das Jahr 1261 hervorzuheben, denn am 16. Dezember hatte er ihr gemeinsam mit seinem Bruder Wladislaw das Magdeburger Stadtrecht verliehen und damit einen planmäßigen und großzügigen Wiederaufbau der Stadt nach dem Mongolensturm gesichert.

### Aufstand des Adels und früher Tod
Trotzdem erregte er den Unmut des Adels, da er ihnen nach der Aufteilung des Herzogtums Liegnitz die Aneignung der frei gewordenen Güter untersagte und ihre Macht einschränken wollte. Das alles führte zu einem Aufstand des Adels im Jahre 1266, der vor allem für den Breslauer Bischof Thomas I. und Herzog Boleslaus nicht ungelegen kam, da dies für sie zu einem Machtzuwachs führen musste. Zumal gefordert wurde, dass das Herzogtum Breslau zwischen Heinrich und seinem jüngsten Bruder Wladislaw, seit 1265 Erzbischof von Salzburg, aufzuteilen. Der Aufstand scheiterte, da es dem Adel nicht gelang seine Ziele durchzusetzen, im selben Jahr kam es jedoch zu einem Teilerfolg der Verschwörer. Denn am 3. Dezember desselben Jahres starb Heinrich unerwartet, im Alter von höchstens 39 Jahren. Es ist umstritten was die Ursache seines so frühen Todes sein könnte, so wird angenommen, dass er wie einige seiner Vorgänger vergiftet wurde. Besonders von Seiten des Adels könnte eine solche Tat ausgegangen sein, da Heinrich nach dem Scheitern des Aufstandes bestimmt hart gegen die Verantwortlichen vorgegangen war. Boleslaus und Thomas könnten ebenfalls in einen Mord verwickelt gewesen sein. Jedenfalls ist auf seiner Grabtumba in der Ursulinenkirche in Breslau ein Todesgrund eingemeißelt:

“Anno domini Millesimo, Nonas Decembris obiit veneno inclitus dux Wratislaviensis Henricus tertius, secundus filius secundi Henrici, a Thartaris”

„Im Jahre des Herrn 1266, am 9. Dezember starb durch Vergiftung der bekannte Breslauer Herzog Heinrich III., der zweite Sohn Heinrichs II.“

Seine Nachfolge trat sein Bruder Wladislaw an (bis 1270), gefolgt von Heinrichs Sohn Heinrich IV. In der Folgezeit verlor die Zentralgewalt in Schlesien immer mehr an Bedeutung, da die einzelnen Teilstaaten noch weiter zersplitterten.

## Kinder
Heinrich vermählte sich am 8. Juni 1252 mit Judith († 1257/65), Witwe des Oppelner Herzogs Mieszko II. Der Ehe entstammten die Kinder:
- Hedwig (* 1252/56; † vor 14. Dezember 1300), vermählt 1271/1272 mit Heinrich Landgraf von Thüringen. Nach dessen Tod heiratete sie in zweiter Ehe 1283 Otto Graf von Anhalt
- Heinrich IV. († 1290)

In seinem Todesjahr 1266 heiratete Heinrich in zweiter Ehe Helene, Tochter des Herzogs Albrecht I. von Sachsen, die Ehe blieb kinderlos.

## Vorfahren
| Agnes von Antiochia Tochter des Rainald de Chatillon | Agnes von Antiochia Tochter des Rainald de Chatillon | Agnes von Antiochia Tochter des Rainald de Chatillon | Agnes von Antiochia Tochter des Rainald de Chatillon | Agnes von Antiochia Tochter des Rainald de Chatillon    | Agnes von Antiochia Tochter des Rainald de Chatillon    |                                                         |                                                         | Béla III. (1148–1196)                                   | Béla III. (1148–1196)                                   | Béla III. (1148–1196) | Béla III. (1148–1196) | Béla III. (1148–1196)       | Béla III. (1148–1196)       |                             |                             | Judith von Thüringen (nach 1135–1174), Landgräfin von Thüringen und Königin von Böhmen | Judith von Thüringen (nach 1135–1174), Landgräfin von Thüringen und Königin von Böhmen | Judith von Thüringen (nach 1135–1174), Landgräfin von Thüringen und Königin von Böhmen | Judith von Thüringen (nach 1135–1174), Landgräfin von Thüringen und Königin von Böhmen | Judith von Thüringen (nach 1135–1174), Landgräfin von Thüringen und Königin von Böhmen | Judith von Thüringen (nach 1135–1174), Landgräfin von Thüringen und Königin von Böhmen |                                                     |                                                     | Vladislav II. (um 1110–1174), König von Böhmen      | Vladislav II. (um 1110–1174), König von Böhmen      | Vladislav II. (um 1110–1174), König von Böhmen | Vladislav II. (um 1110–1174), König von Böhmen | Vladislav II. (um 1110–1174), König von Böhmen               | Vladislav II. (um 1110–1174), König von Böhmen |  |  | Agnes von Wettin († 1195) | Agnes von Wettin († 1195) | Agnes von Wettin († 1195) | Agnes von Wettin († 1195) | Agnes von Wettin († 1195)                                                   | Agnes von Wettin († 1195)                                                   |                                                                             |                                                                             | Berthold III. von Andechs-Meran († 1204), Graf von Tirol, Kärnten und Istrien | Berthold III. von Andechs-Meran († 1204), Graf von Tirol, Kärnten und Istrien | Berthold III. von Andechs-Meran († 1204), Graf von Tirol, Kärnten und Istrien | Berthold III. von Andechs-Meran († 1204), Graf von Tirol, Kärnten und Istrien | Berthold III. von Andechs-Meran († 1204), Graf von Tirol, Kärnten und Istrien         | Berthold III. von Andechs-Meran († 1204), Graf von Tirol, Kärnten und Istrien         |                                                                                       |                                                                                       | Christine († 1204/1208), aus mitteldeutschem Grafengeschlecht                         | Christine († 1204/1208), aus mitteldeutschem Grafengeschlecht                         | Christine († 1204/1208), aus mitteldeutschem Grafengeschlecht | Christine († 1204/1208), aus mitteldeutschem Grafengeschlecht | Christine († 1204/1208), aus mitteldeutschem Grafengeschlecht | Christine († 1204/1208), aus mitteldeutschem Grafengeschlecht |                                                            |                                                            | Boleslaus I. (1127–1201), der Lange, Herzog von Schlesien  | Boleslaus I. (1127–1201), der Lange, Herzog von Schlesien  | Boleslaus I. (1127–1201), der Lange, Herzog von Schlesien | Boleslaus I. (1127–1201), der Lange, Herzog von Schlesien | Boleslaus I. (1127–1201), der Lange, Herzog von Schlesien | Boleslaus I. (1127–1201), der Lange, Herzog von Schlesien |  |  |  |  |  |  |  |  |  |  |  |  |  |  |  |  |  |  |  |  |  |  |  |  |  |  |  |  |  |  |  |  |  |  |  |  |  |  |  |  |  |  |  |  |  |  |  |  |
| Agnes von Antiochia Tochter des Rainald de Chatillon | Agnes von Antiochia Tochter des Rainald de Chatillon | Agnes von Antiochia Tochter des Rainald de Chatillon | Agnes von Antiochia Tochter des Rainald de Chatillon | Agnes von Antiochia Tochter des Rainald de Chatillon    | Agnes von Antiochia Tochter des Rainald de Chatillon    |                                                         |                                                         | Béla III. (1148–1196)                                   | Béla III. (1148–1196)                                   | Béla III. (1148–1196) | Béla III. (1148–1196) | Béla III. (1148–1196)       | Béla III. (1148–1196)       |                             |                             | Judith von Thüringen (nach 1135–1174), Landgräfin von Thüringen und Königin von Böhmen | Judith von Thüringen (nach 1135–1174), Landgräfin von Thüringen und Königin von Böhmen | Judith von Thüringen (nach 1135–1174), Landgräfin von Thüringen und Königin von Böhmen | Judith von Thüringen (nach 1135–1174), Landgräfin von Thüringen und Königin von Böhmen | Judith von Thüringen (nach 1135–1174), Landgräfin von Thüringen und Königin von Böhmen | Judith von Thüringen (nach 1135–1174), Landgräfin von Thüringen und Königin von Böhmen |                                                     |                                                     | Vladislav II. (um 1110–1174), König von Böhmen      | Vladislav II. (um 1110–1174), König von Böhmen      | Vladislav II. (um 1110–1174), König von Böhmen | Vladislav II. (um 1110–1174), König von Böhmen | Vladislav II. (um 1110–1174), König von Böhmen               | Vladislav II. (um 1110–1174), König von Böhmen |  |  | Agnes von Wettin († 1195) | Agnes von Wettin († 1195) | Agnes von Wettin († 1195) | Agnes von Wettin († 1195) | Agnes von Wettin († 1195)                                                   | Agnes von Wettin († 1195)                                                   |                                                                             |                                                                             | Berthold III. von Andechs-Meran († 1204), Graf von Tirol, Kärnten und Istrien | Berthold III. von Andechs-Meran († 1204), Graf von Tirol, Kärnten und Istrien | Berthold III. von Andechs-Meran († 1204), Graf von Tirol, Kärnten und Istrien | Berthold III. von Andechs-Meran († 1204), Graf von Tirol, Kärnten und Istrien | Berthold III. von Andechs-Meran († 1204), Graf von Tirol, Kärnten und Istrien         | Berthold III. von Andechs-Meran († 1204), Graf von Tirol, Kärnten und Istrien         |                                                                                       |                                                                                       | Christine († 1204/1208), aus mitteldeutschem Grafengeschlecht                         | Christine († 1204/1208), aus mitteldeutschem Grafengeschlecht                         | Christine († 1204/1208), aus mitteldeutschem Grafengeschlecht | Christine († 1204/1208), aus mitteldeutschem Grafengeschlecht | Christine († 1204/1208), aus mitteldeutschem Grafengeschlecht | Christine († 1204/1208), aus mitteldeutschem Grafengeschlecht |                                                            |                                                            | Boleslaus I. (1127–1201), der Lange, Herzog von Schlesien  | Boleslaus I. (1127–1201), der Lange, Herzog von Schlesien  | Boleslaus I. (1127–1201), der Lange, Herzog von Schlesien | Boleslaus I. (1127–1201), der Lange, Herzog von Schlesien | Boleslaus I. (1127–1201), der Lange, Herzog von Schlesien | Boleslaus I. (1127–1201), der Lange, Herzog von Schlesien |  |  |  |  |  |  |  |  |  |  |  |  |  |  |  |  |  |  |  |  |  |  |  |  |  |  |  |  |  |  |  |  |  |  |  |  |  |  |  |  |  |  |  |  |  |  |  |  |
|                                                      |                                                      |                                                      |                                                      |                                                         |                                                         |                                                         |                                                         |                                                         |                                                         |                       |                       |                             |                             |                             |                             |                                                                                        |                                                                                        |                                                                                        |                                                                                        |                                                                                        |                                                                                        |                                                     |                                                     |                                                     |                                                     |                                                |                                                |                                                              |                                                |  |  |                           |                           |                           |                           |                                                                             |                                                                             |                                                                             |                                                                             |                                                                               |                                                                               |                                                                               |                                                                               |                                                                                       |                                                                                       |                                                                                       |                                                                                       |                                                                                       |                                                                                       |                                                               |                                                               |                                                               |                                                               |                                                            |                                                            |                                                            |                                                            |                                                           |                                                           |                                                           |                                                           |  |  |  |  |  |  |  |  |  |  |  |  |  |  |  |  |  |  |  |  |  |  |  |  |  |  |  |  |  |  |  |  |  |  |  |  |  |  |  |  |  |  |  |  |  |  |  |  |
|                                                      |                                                      |                                                      |                                                      | Konstanze von Ungarn (um 1177–1240), Königin von Böhmen | Konstanze von Ungarn (um 1177–1240), Königin von Böhmen | Konstanze von Ungarn (um 1177–1240), Königin von Böhmen | Konstanze von Ungarn (um 1177–1240), Königin von Böhmen | Konstanze von Ungarn (um 1177–1240), Königin von Böhmen | Konstanze von Ungarn (um 1177–1240), Königin von Böhmen |                       |                       |                             |                             |                             |                             |                                                                                        |                                                                                        |                                                                                        |                                                                                        | Ottokar I. Přemysl (um 1155–1230), König von Böhmen                                    | Ottokar I. Přemysl (um 1155–1230), König von Böhmen                                    | Ottokar I. Přemysl (um 1155–1230), König von Böhmen | Ottokar I. Přemysl (um 1155–1230), König von Böhmen | Ottokar I. Přemysl (um 1155–1230), König von Böhmen | Ottokar I. Přemysl (um 1155–1230), König von Böhmen |                                                |                                                |                                                              |                                                |  |  |                           |                           |                           |                           | Hedwig von Andechs (1174–1243), Herzogin Schlesiens (1267 heiliggesprochen) | Hedwig von Andechs (1174–1243), Herzogin Schlesiens (1267 heiliggesprochen) | Hedwig von Andechs (1174–1243), Herzogin Schlesiens (1267 heiliggesprochen) | Hedwig von Andechs (1174–1243), Herzogin Schlesiens (1267 heiliggesprochen) | Hedwig von Andechs (1174–1243), Herzogin Schlesiens (1267 heiliggesprochen)   | Hedwig von Andechs (1174–1243), Herzogin Schlesiens (1267 heiliggesprochen)   |                                                                               |                                                                               |                                                                                       |                                                                                       |                                                                                       |                                                                                       |                                                                                       |                                                                                       |                                                               |                                                               | Heinrich I. (1163–1238), der Bärtige, Herzog von Schlesien    | Heinrich I. (1163–1238), der Bärtige, Herzog von Schlesien    | Heinrich I. (1163–1238), der Bärtige, Herzog von Schlesien | Heinrich I. (1163–1238), der Bärtige, Herzog von Schlesien | Heinrich I. (1163–1238), der Bärtige, Herzog von Schlesien | Heinrich I. (1163–1238), der Bärtige, Herzog von Schlesien |                                                           |                                                           |                                                           |                                                           |  |  |  |  |  |  |  |  |  |  |  |  |  |  |  |  |  |  |  |  |  |  |  |  |  |  |  |  |  |  |  |  |  |  |  |  |  |  |  |  |  |  |  |  |  |  |  |  |
|                                                      |                                                      |                                                      |                                                      | Konstanze von Ungarn (um 1177–1240), Königin von Böhmen | Konstanze von Ungarn (um 1177–1240), Königin von Böhmen | Konstanze von Ungarn (um 1177–1240), Königin von Böhmen | Konstanze von Ungarn (um 1177–1240), Königin von Böhmen | Konstanze von Ungarn (um 1177–1240), Königin von Böhmen | Konstanze von Ungarn (um 1177–1240), Königin von Böhmen |                       |                       |                             |                             |                             |                             |                                                                                        |                                                                                        |                                                                                        |                                                                                        | Ottokar I. Přemysl (um 1155–1230), König von Böhmen                                    | Ottokar I. Přemysl (um 1155–1230), König von Böhmen                                    | Ottokar I. Přemysl (um 1155–1230), König von Böhmen | Ottokar I. Přemysl (um 1155–1230), König von Böhmen | Ottokar I. Přemysl (um 1155–1230), König von Böhmen | Ottokar I. Přemysl (um 1155–1230), König von Böhmen |                                                |                                                |                                                              |                                                |  |  |                           |                           |                           |                           | Hedwig von Andechs (1174–1243), Herzogin Schlesiens (1267 heiliggesprochen) | Hedwig von Andechs (1174–1243), Herzogin Schlesiens (1267 heiliggesprochen) | Hedwig von Andechs (1174–1243), Herzogin Schlesiens (1267 heiliggesprochen) | Hedwig von Andechs (1174–1243), Herzogin Schlesiens (1267 heiliggesprochen) | Hedwig von Andechs (1174–1243), Herzogin Schlesiens (1267 heiliggesprochen)   | Hedwig von Andechs (1174–1243), Herzogin Schlesiens (1267 heiliggesprochen)   |                                                                               |                                                                               |                                                                                       |                                                                                       |                                                                                       |                                                                                       |                                                                                       |                                                                                       |                                                               |                                                               | Heinrich I. (1163–1238), der Bärtige, Herzog von Schlesien    | Heinrich I. (1163–1238), der Bärtige, Herzog von Schlesien    | Heinrich I. (1163–1238), der Bärtige, Herzog von Schlesien | Heinrich I. (1163–1238), der Bärtige, Herzog von Schlesien | Heinrich I. (1163–1238), der Bärtige, Herzog von Schlesien | Heinrich I. (1163–1238), der Bärtige, Herzog von Schlesien |                                                           |                                                           |                                                           |                                                           |  |  |  |  |  |  |  |  |  |  |  |  |  |  |  |  |  |  |  |  |  |  |  |  |  |  |  |  |  |  |  |  |  |  |  |  |  |  |  |  |  |  |  |  |  |  |  |  |
|                                                      |                                                      |                                                      |                                                      |                                                         |                                                         |                                                         |                                                         |                                                         |                                                         |                       |                       |                             |                             |                             |                             |                                                                                        |                                                                                        |                                                                                        |                                                                                        |                                                                                        |                                                                                        |                                                     |                                                     |                                                     |                                                     |                                                |                                                |                                                              |                                                |  |  |                           |                           |                           |                           |                                                                             |                                                                             |                                                                             |                                                                             |                                                                               |                                                                               |                                                                               |                                                                               |                                                                                       |                                                                                       |                                                                                       |                                                                                       |                                                                                       |                                                                                       |                                                               |                                                               |                                                               |                                                               |                                                            |                                                            |                                                            |                                                            |                                                           |                                                           |                                                           |                                                           |  |  |  |  |  |  |  |  |  |  |  |  |  |  |  |  |  |  |  |  |  |  |  |  |  |  |  |  |  |  |  |  |  |  |  |  |  |  |  |  |  |  |  |  |  |  |  |  |
|                                                      |                                                      |                                                      |                                                      |                                                         |                                                         |                                                         |                                                         |                                                         |                                                         |                       |                       | Anna von Böhmen (1201–1265) | Anna von Böhmen (1201–1265) | Anna von Böhmen (1201–1265) | Anna von Böhmen (1201–1265) | Anna von Böhmen (1201–1265)                                                            | Anna von Böhmen (1201–1265)                                                            |                                                                                        |                                                                                        |                                                                                        |                                                                                        |                                                     |                                                     |                                                     |                                                     |                                                |                                                |                                                              |                                                |  |  |                           |                           |                           |                           |                                                                             |                                                                             |                                                                             |                                                                             |                                                                               |                                                                               |                                                                               |                                                                               | Heinrich II. (1196/1207–1241), der Fromme, Herzog von Schlesien, Krakau und Großpolen | Heinrich II. (1196/1207–1241), der Fromme, Herzog von Schlesien, Krakau und Großpolen | Heinrich II. (1196/1207–1241), der Fromme, Herzog von Schlesien, Krakau und Großpolen | Heinrich II. (1196/1207–1241), der Fromme, Herzog von Schlesien, Krakau und Großpolen | Heinrich II. (1196/1207–1241), der Fromme, Herzog von Schlesien, Krakau und Großpolen | Heinrich II. (1196/1207–1241), der Fromme, Herzog von Schlesien, Krakau und Großpolen |                                                               |                                                               |                                                               |                                                               |                                                            |                                                            |                                                            |                                                            |                                                           |                                                           |                                                           |                                                           |  |  |  |  |  |  |  |  |  |  |  |  |  |  |  |  |  |  |  |  |  |  |  |  |  |  |  |  |  |  |  |  |  |  |  |  |  |  |  |  |  |  |  |  |  |  |  |  |
|                                                      |                                                      |                                                      |                                                      |                                                         |                                                         |                                                         |                                                         |                                                         |                                                         |                       |                       | Anna von Böhmen (1201–1265) | Anna von Böhmen (1201–1265) | Anna von Böhmen (1201–1265) | Anna von Böhmen (1201–1265) | Anna von Böhmen (1201–1265)                                                            | Anna von Böhmen (1201–1265)                                                            |                                                                                        |                                                                                        |                                                                                        |                                                                                        |                                                     |                                                     |                                                     |                                                     |                                                |                                                |                                                              |                                                |  |  |                           |                           |                           |                           |                                                                             |                                                                             |                                                                             |                                                                             |                                                                               |                                                                               |                                                                               |                                                                               | Heinrich II. (1196/1207–1241), der Fromme, Herzog von Schlesien, Krakau und Großpolen | Heinrich II. (1196/1207–1241), der Fromme, Herzog von Schlesien, Krakau und Großpolen | Heinrich II. (1196/1207–1241), der Fromme, Herzog von Schlesien, Krakau und Großpolen | Heinrich II. (1196/1207–1241), der Fromme, Herzog von Schlesien, Krakau und Großpolen | Heinrich II. (1196/1207–1241), der Fromme, Herzog von Schlesien, Krakau und Großpolen | Heinrich II. (1196/1207–1241), der Fromme, Herzog von Schlesien, Krakau und Großpolen |                                                               |                                                               |                                                               |                                                               |                                                            |                                                            |                                                            |                                                            |                                                           |                                                           |                                                           |                                                           |  |  |  |  |  |  |  |  |  |  |  |  |  |  |  |  |  |  |  |  |  |  |  |  |  |  |  |  |  |  |  |  |  |  |  |  |  |  |  |  |  |  |  |  |  |  |  |  |
|                                                      |                                                      |                                                      |                                                      |                                                         |                                                         |                                                         |                                                         |                                                         |                                                         |                       |                       |                             |                             |                             |                             |                                                                                        |                                                                                        |                                                                                        |                                                                                        |                                                                                        |                                                                                        |                                                     |                                                     |                                                     |                                                     |                                                |                                                |                                                              |                                                |  |  |                           |                           |                           |                           |                                                                             |                                                                             |                                                                             |                                                                             |                                                                               |                                                                               |                                                                               |                                                                               |                                                                                       |                                                                                       |                                                                                       |                                                                                       |                                                                                       |                                                                                       |                                                               |                                                               |                                                               |                                                               |                                                            |                                                            |                                                            |                                                            |                                                           |                                                           |                                                           |                                                           |  |  |  |  |  |  |  |  |  |  |  |  |  |  |  |  |  |  |  |  |  |  |  |  |  |  |  |  |  |  |  |  |  |  |  |  |  |  |  |  |  |  |  |  |  |  |  |  |
|                                                      |                                                      |                                                      |                                                      |                                                         |                                                         |                                                         |                                                         |                                                         |                                                         |                       |                       |                             |                             |                             |                             |                                                                                        |                                                                                        |                                                                                        |                                                                                        |                                                                                        |                                                                                        |                                                     |                                                     |                                                     |                                                     |                                                |                                                | Heinrich III. (1227/1230–1266), Herzog von Schlesien-Breslau |                                                |  |  |                           |                           |                           |                           |                                                                             |                                                                             |                                                                             |                                                                             |                                                                               |                                                                               |                                                                               |                                                                               |                                                                                       |                                                                                       |                                                                                       |                                                                                       |                                                                                       |                                                                                       |                                                               |                                                               |                                                               |                                                               |                                                            |                                                            |                                                            |                                                            |                                                           |                                                           |                                                           |                                                           |  |  |  |  |  |  |  |  |  |  |  |  |  |  |  |  |  |  |  |  |  |  |  |  |  |  |  |  |  |  |  |  |  |  |  |  |  |  |  |  |  |  |  |  |  |  |  |  |